# 防衛審議官
防衛審議官（ぼうえいしんぎかん、英訳：Vice-Minister of Defense for International Affairs）
1. 防衛省に2014年7月25日付けで新設された次官級の官職。本項で詳述。
2. 中央省庁再編前の防衛庁長官官房に局次長（中二階）級の総括整理職として設置されていた官職。防衛庁組織令により規定されていた職で定数5人。中央省庁再編に伴う防衛庁組織令の改正により、防衛審議官は審議官と改称された。現在の防衛省大臣官房審議官に当たる。

## 概要
防衛審議官は、防衛省において、対外関係業務等を総括整理する職として2014年度（平成26年度）に設置された次官級の官職。俗に省名審議官と呼ばれるもので、『防衛省大臣官房審議官』（防衛書記官）とは異なる。定数は1名。他府省の省名審議官と同様、指定職7号の役職。
防衛審議官の役割は、防衛省設置法第7条の2第2項において「防衛審議官は、命を受けて、防衛省の所掌事務に係る重要な政策に関する事務を総括整理する。」と規定されているのみであるが、同条項を新設する際の改正法の概要としてまとめられた資料において防衛審議官に関しては、「防衛大臣を始めとする政務の補佐体制を万全にすべく、日米同盟の深化、諸外国との防衛協力・交流の推進などの重要課題に適切に対処し、諸外国の国防当局の事務方トップレベルとの間で、いつでも対等に協議・調整できる者として、対外関係業務等を総括整理する防衛審議官を新設し、防衛会議の委員に加える」と説明されている。

## 歴代防衛審議官
| 代 | 氏名       | 在任期間               | 出身校・入省（庁）年次 | 前職               |
| -- | ---------- | ---------------------- | ---------------------- | ------------------ |
| 1  | 徳地秀士   | 2014.7.25 - 2015.10.1  | 東京大学・防衛庁1979年 | 防衛省防衛政策局長 |
| 2  | 三村亨     | 2015.10.1 - 2016.7.1   | 東京大学・大蔵省1979年 | 防衛省経理装備局長 |
| 3  | 真部朗     | 2016.7.1 - 2019.1.15   | 東京大学・防衛庁1982年 | 防衛省整備計画局長 |
| 4  | 西田安範   | 2019.1.15 - 2020.8.5   | 東京大学・大蔵省1984年 | 防衛省整備計画局長 |
| 5  | 槌道明宏   | 2020.8.5 - 2022.7.4    | 東京大学・防衛庁1985年 | 防衛省防衛政策局長 |
| 6  | 岡真臣     | 2022.7.4 - 2023.7.21   | 東京大学・防衛庁1986年 | 防衛省地方協力局長 |
| 7  | 芹澤清     | 2023.7.21 - 2024.7.19  | 東京大学・防衛庁1986年 | 防衛省大臣官房長   |
| 8  | 中嶋浩一郎 | 2024.7.19 - 2024.12.27 | 東京大学・防衛庁1989年 | 防衛省大臣官房長   |
| 9  | 加野幸司   | 2024.12.27 -           | 東京大学・防衛庁1989年 | 防衛省大臣官房長   |

## 新設までの経緯
2013年（平成25年）2月21日、防衛省は「防衛省改革検討委員会」（委員長・防衛副大臣）を設置し、同年8月30日、その検討状況を取りまとめた「防衛省改革の方向性」を防衛会議に報告した。その報告書の中の「第4 改革の具体的取組」のうちの「(4)政策立案・情報発信機能の強化」の項において、「関係国との戦略協議・対話の強化のため、防衛省に対外関係業務等を総括整理する防衛審議官を新設する。〔平成26年度〕」と盛り込まれた。
これを受けて、同日実施した平成26年度予算概算要求において、「多様化する安全保障上の課題や飛躍的に増大している対外関係業務に対応し、防衛大臣を始めとする政務の補佐体制を万全にすべく、対外関係業務等を総括整理する防衛審議官（仮称）」の新設が盛り込まれ、これに基づいて組織要求が行われた。
この防衛審議官（仮称）の新設要求については、財務省、総務省との折衝の中で認められたことにより、2013年12月24日に閣議決定された平成26年度政府予算案の中で防衛審議官（仮称）の新設が盛り込まれ、このことを含んだ機構新設要求に対する総務省による審査結果が閣議で報告された。
政府は、上記の経緯を受けて、2014年（平成26年）2月7日、防衛審議官の新設を盛り込んだ「防衛省設置法等の一部を改正する法律案」を閣議決定して、同日第186回国会に提出し、同法案は、同年4月10日に衆議院で可決、同年6月6日に参議院で可決成立。同年6月13日に「防衛省設置法等の一部を改正する法律」（平成26年法律第65号）が公布された。また、防衛審議官を新設する時期については、改正法公布日から10か月後以内までの範囲内で政令により別途定められることが改正法の附則第1項に規定されていたが、同年7月24日に「防衛省設置法等の一部を改正する法律の施行期日を定める政令」（平成26年政令第262号）が制定公布され、改正法施行日を同年7月25日と規定した。

## 民主党政権下での設置構想
防衛審議官の設置構想は、2011年度（平成23年度）にも予定されていた。
防衛省では、平成23年度予算概算要求の中で、「防衛省の重要課題に適切に対処し、防衛大臣の補佐体制を充実させるため、防衛省の総括整理職である『防衛審議官（仮称）（次官級）』の設置」を要求し、総務省（行政管理局の所管）の審査の結果、新設が承認された。組織・官職を新設する際にスクラップ・アンド・ビルドの観点から求められる代償としては、地方協力局次長の1名減、防衛監察本部副監察監ポストの廃止が条件となっていた。
これを受けて、菅直人内閣は、2011年（平成23年）2月8日、防衛審議官の新設を盛り込んだ「防衛省設置法の一部を改正する法律案」を閣議決定し、同日第177通常国会に提出した。同法案は、衆議院で同年5月31日に与党（民主党・国民新党）と公明党による賛成多数で可決、参議院に送付されたが、参議院では実質的な審議が行われないまま同年8月31日に閉会となり法案は継続審議となった。その後、同年9月23日閉会の第178臨時国会でも継続審議となったが、同年12月9日閉会の第179臨時国会では継続審議の扱いにならず審議未了により廃案となった。
野田内閣は、2012年（平成24年）2月10日、前年と同内容の「防衛省設置法の一部を改正する法律案」を閣議決定し、同日第180通常国会に提出したが、同法案は実質的審議が行われないまま継続審議の扱いもとられず、同年9月8日の閉会とともに審議未了により廃案となった。民主党政権では、防衛審議官の設置を断念し、廃案となった「防衛省設置法の一部を改正する法律案」の中から野党が反対した項目を除外し、その他の項目だけを内容とした「自衛隊法等の一部を改正する法律案」を同年11月6日に閣議決定した。防衛審議官の設置等を除外した同法案は同日第181臨時国会に提出後、同月16日に衆参両院で可決し成立した。